# Enxalé
Enxalé (auch Enxale) ist ein Ort im mittleren Guinea-Bissau mit 1768 Einwohnern (Stand 2009). Er liegt nahe des Zusammenflusses der Flüsse Geba und Corubal.

## Verwaltung
Enxalé gehört zum Sektor von Mansôa in der Region Oio.
Der Ort setzt sich zusammen aus den Ortsteilen Enxale de Baixo (unteres Enxalé) mit 327 Einwohnern und dem zweigeteilten Enxale de Cima Flaque Iala (oberes Enxale Flaque Iala) mit 781 und 660 Einwohnern.

## Persönlichkeiten
- Sana Na N’Hada (* 1950), Filmemacher